# Dirección de Inteligencia Nacional
Foi criada oficialmente em meados de 1974 - tendo suas operações começado, entretanto em 1973 - com agentes treinados por oficiais de inteligência estadunidenses na Escola das Américas -instituição mantida pelos EUA para doutrinar Exércitos na América Latina - e tinha ampla liberdade para investigar e deter para averiguações quaisquer pessoas envolvidas com movimentos contrários ao regime, principalmente aqueles de orientação esquerdista. Seus primeiro membros civis foram os ex-integrantes da dissolvida organização ultradireitista Patria y Libertad.

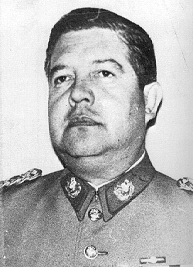
Manuel Contreras, dirigente do DINA

Diversas são as acusações de que pessoas teriam desaparecido após serem levadas por seus agentes, cujos quadros tinham inclusive atuação em outros países, tendo sido mais famosas suas ações nos assassinatos a bomba do General Carlos Prats, em Buenos Aires, na Argentina, e de Orlando Letelier, ex-chanceler de Salvador Allende,  em Washington, nos Estados Unidos. Em Washington foram indiciados três oficiais do Exército do Chile: o general da reserva Juan Manuel Contreras Sepúlveda, chefe, à época do crime, da Dina; o coronel Pedro Espinoza Bravo, ex-chefe de operações da Dina; e o capitão Armando Fernández Larios, ex-agente da organização, e foi pedida também a detenção do exilado cubano anticastrista José Dionisio Suárez Esquivel.
A polícia política esteve responsável por diversos centros de detenção e tortura, entre estes Villa Grimaldi, Venda Sexy, Clínica Santa Lucía e Londres 38.
A DINA teve suas atividades substituídas pela Central Nacional de Informações (Central Nacional de Informaciones) em 1977.